# شهرستان هاردینگ، داکوتای جنوبی
شهرستان هاردینگ، (به انگلیسی: Harding County) شهرستانی در ایالات متحده در داکوتای جنوبی است، در سرشماری ۲۰۱۰ جمعیت آن ۱٫۲۵۵ نفر برآورده شده‌است.

بوفالو مرکز شهرستان هاردینگ بوده و این شهرستان در ۲۶ فوریه ۱۹۰۹ تأسیس شده و نام آن برای بزرگداشت ج. ای. هاردینگ که سخنگوی مردم در داکوتا بوده‌است.
بر طبق اداره آمار آمریکا این شهرستان ۶۹۳۶ کیلومتر مربع وسعت داشته که ۲۶/۰ درصد آن آب است. این شهرستان در رای گیری‌های ریاست جمهوری و کنگره گرایش سنگینی به جمهوری خواهان دارد. آخرین دموکراتی که در این شهرستان برنده شده روزولت در ۱۹۳۶ بوده‌است.